# Хайколя (деревня)
Ха́йколя (карел. Haikola) — старинная карельская деревня в Калевальском районе Республики Карелии. Расположена на территории Юшкозерского сельского поселения.

## География
Деревня расположена на острове озера Хайколя.

## Достопримечательности
Деревня Хайколя — родина Народного писателя Карелии Ортьё Степанова. В деревне сохранился родовой дом писателя и несколько построек, в которых создан и действует мемориальный музей писателя. Мемориальный комплекс включает три музея, выставочно-концертный зал с гостевым домом и памятник архитектуры — амбар XVIII века.
Наряду с Паанаярви[уточнить] деревня является наиболее хорошо сохранившимся архитектурным комплексом Беломорской Карелии.
В 2012 году архитектурный комплекс деревни Хайколя был номинирован на соискании премии общеевропейской федерации Europa Nostra. И хотя не вошёл в число призёров, однако получил почётную награду за сохранение культурного наследия.